# Nikołaj Sałamanow
Nikołaj Nikołajewicz Sałamanow, ros. Николай Николаевич Саламанов (ur. 12 marca 1883 r. w guberni nowgorodzkiej, zm. 9 listopada 1954 r. w Paryżu) – rosyjski wojskowy (generał major), emigracyjny działacz kombatancki
W 1901 r. ukończył 2 korpus kadetów, zaś w 1903 r. Pawłowską Szkołę Wojskową. Służył w stopniu podporucznika w lejbgwardii Pułku Grenadierów. W 1907 r. awansował na porucznika, zaś w 1911 r. sztabskapitana. Brał udział w I wojnie światowej. W 1915 r. mianowano go kapitanem, zaś w 1916 r. pułkownikiem. Objął dowodzenie batalionem lejbgwardii Pułku Grenadierów. Następnie został zastępcą dowódcy do spraw gospodarczych Pułku. W 1917 r. tymczasowo dowodził Pułkiem. Jesienią 1918 r. wstąpił do Armii Północno-Zachodniej gen. Nikołaja N. Judenicza. Objął dowództwo batalionu Pułku Rewelskiego. Od kwietnia do czerwca 1919 r. był komendantem okręgu gdowskiego. Od grudnia tego roku dowodził 24 Peczorskim Pułkiem Piechoty. W styczniu 1920 r. awansował na generała majora. Po klęsce wojsk Białych przybył do Polski. Wszedł w skład 2 Dywizji 3 Armii Rosyjskiej. Na emigracji pozostał w Polsce. Następnie wyjechał do Francji. W Paryżu w 1924 r. utworzył Stowarzyszenie lejbgwardii Pułku Grenadierów.